# Germaneto
Germaneto (o Area Direzionale di Catanzaro) è un quartiere di Catanzaro, facente parte della periferia ovest della città. Dista circa 6 km dal centro cittadino e 4 km dalla costa. È una vasta piana, situata ad un'altitudine variabile fra i 52 e i 30 metri s.l.m. Ha una popolazione di 510 abitanti.
Zona di connotazione tipicamente rurale, a partire dalla prima metà degli anni duemila è stata interessata da un'intensa attività urbanistica, avente ad oggetto la delocalizzazione di servizi fino a quel momento collocati nel centro cittadino, e infrastrutturale, con collegamenti ai principali assi viari della regione, che hanno di fatto trasformato il quartiere in sede produttiva e polo direzionale del capoluogo calabrese, di importanza rilevante anche per la regione in generale, grazie anche alla sua posizione baricentrica.
Con Campagnella, Cava-Santo Janni, Catanzaro Sala, Santa Maria e Siano faceva parte dell'ex III circoscrizione comunale. Grazie ai numerosi servizi dislocati sul suo territorio (università, cittadella regionale, zona industriale, stazione), ospita quotidianamente un flusso di circa 35 000 utenti.

## Toponimo
Il nome Germaneto sarebbe legato al termine latino germānus, ovvero "germano" (jermanu nel dialetto locale), in relazione al grano germano (segale), le cui colture caratterizzavano il paesaggio della zona.

## Storia

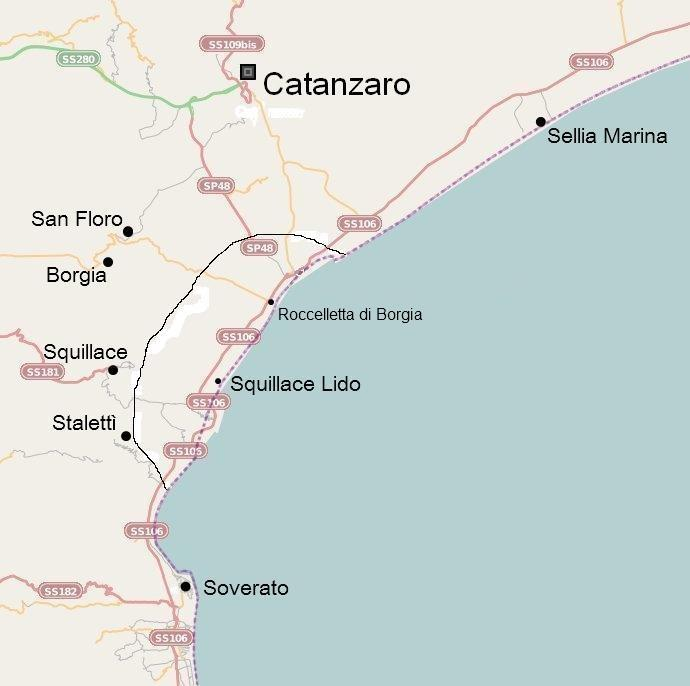
Area di probabile insistenza dell'antica colonia magnogreca di Skylletion, successivamente divenuta Minervia Scolacium in epoca romana

L'area di Germaneto era probabilmente abitata nel periodo greco-romano. A testimonianza di ciò, nel 2008, durante i lavori di scavo per le fondamenta della costruenda Cittadella della Regione Calabria, sono stati rinvenuti importanti reperti archeologici, fra cui sei tombe con scheletri, anfore e altri oggetti, che testimoniano la presenza in loco di un insediamento ellenistico e di villaggi sparsi lungo tutta la valle del Corace appartamenti alla parte settentrionale dell'antica Scolacium. L'allora presidente della regione Agazio Loiero definì la scoperta come il ritrovamento archeologico più importante negli ultimi trenta anni.
Il primo tentativo di urbanizzazione della zona avviene alla fine degli anni settanta con la costruzione di alloggi popolari destinati ad ospitare, fra le altre, famiglie di etnia Rom. La manovra di integrazione fra quest'ultime e la popolazione autoctona fallisce, con la conseguenza dell'occupazione degli alloggi esclusivamente da parte degli zingari.
Nel 1986 viene finanziata (con la legge 41/1986) la costruzione del complesso immobiliare destinato ad ospitare il Mercato Agroalimentare di Catanzaro. La struttura, avente una superficie coperta di oltre 14 000 metri quadrati e gestita da COMALCA, entra in funzione il 24 marzo 2002.

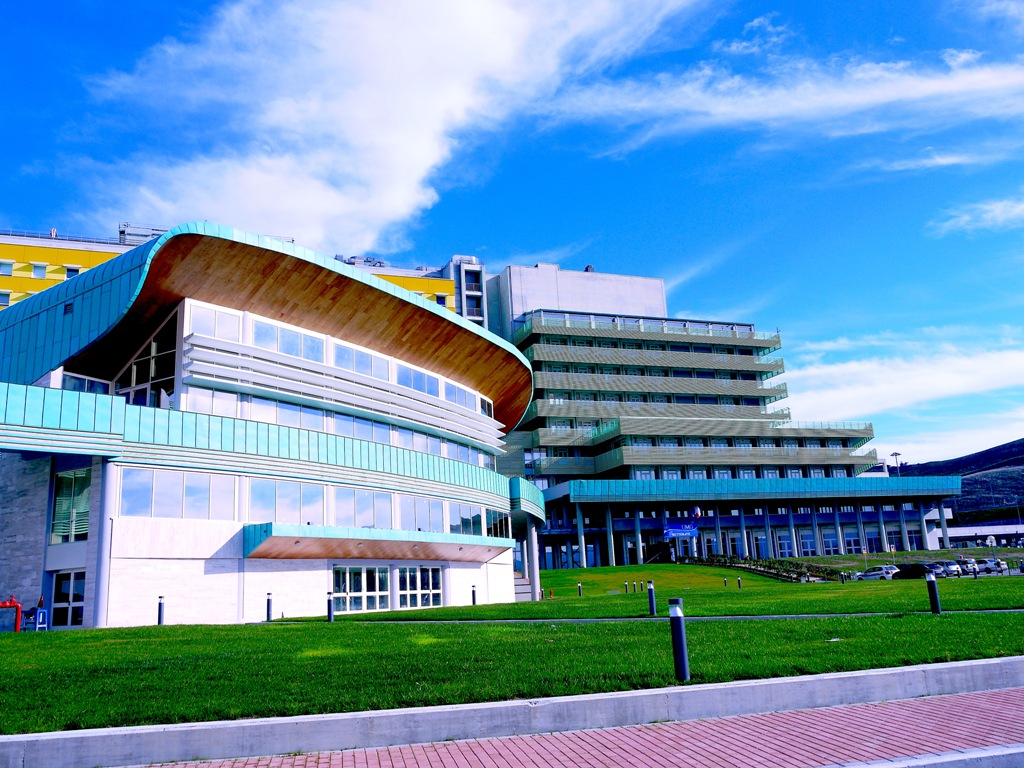
Il campus universitario.

L'8 marzo 2006 viene inaugurato il campus universitario dell'Università Magna Græcia, costruito su una superficie di 170 ettari e comprendente, oltre le strutture per la didattica, anche l'istituendo Policlinico Universitario "Mater Domini", avente un complesso operatorio fra i più avanzati in Italia. La facoltà di Medicina e Chirurgia e di Giurisprudenza avevano fino a quel momento sede nelle strutture del seminario San Pio X, ubicate nella zona nord della città, nel quartiere Stadio. Con la costruzione del campus, gli studenti dell'ateneo aumentano da 2 500 a 9 000 circa.
Nel dicembre del 2014 viene inaugurato il primo lotto di residenze universitarie del Campus (nel frattempo intitolato a Salvatore Venuta, fondatore e primo rettore dell'ateneo), consistente in 120 alloggi. Con il completamento del secondo lotto, il totale degli alloggi messi a disposizione raggiunge la 240 unità.
Nel 2015 terminano i lavori per la costruzione della Cittadella della Regione Calabria (denominata in seguito "Palazzo degli Itali"), complesso architettonico destinato ad ospitare gli uffici regionali precedentemente dislocati su tutto il territorio comunale e i lavori della Giunta regionale.
Il problema atavico del quartiere è stato sicuramente la realizzazione di un polo direzionale senza una preventiva e necessaria pianificazione urbanistica. Gli interventi sono stati infatti realizzati senza un piano omogeneo ben preciso, che prevedesse l'integrazione fra servizi e infrastrutture. A tale necessità si è cercato di sopperire tramite la pianificazione e l'approvazione del progetto del cosiddetto pendolo, un collegamento su ferro veloce fra i vari poli direzionali del quartiere (campus universitario, cittadella regionale e stazione ferroviaria) che permettesse di connettere gli stessi al centro cittadino.

## Enti e istituzioni
Per la sua posizione, il quartiere è soggetto a un'intensa attività urbanistica. Qui sorge l'Università degli Studi "Magna Græcia" di Catanzaro con l'annesso Campus universitario, qui trasferiti nel 2006. Germaneto ospita inoltre il COMALCA, un centro agroalimentare a gestione mista pubblico-privata. Il quartiere, nel quale sorge già la sede della Protezione civile regionale, ospita anche la "cittadella della Regione Calabria", sede centralizzata per gli uffici regionali.

## Eventi

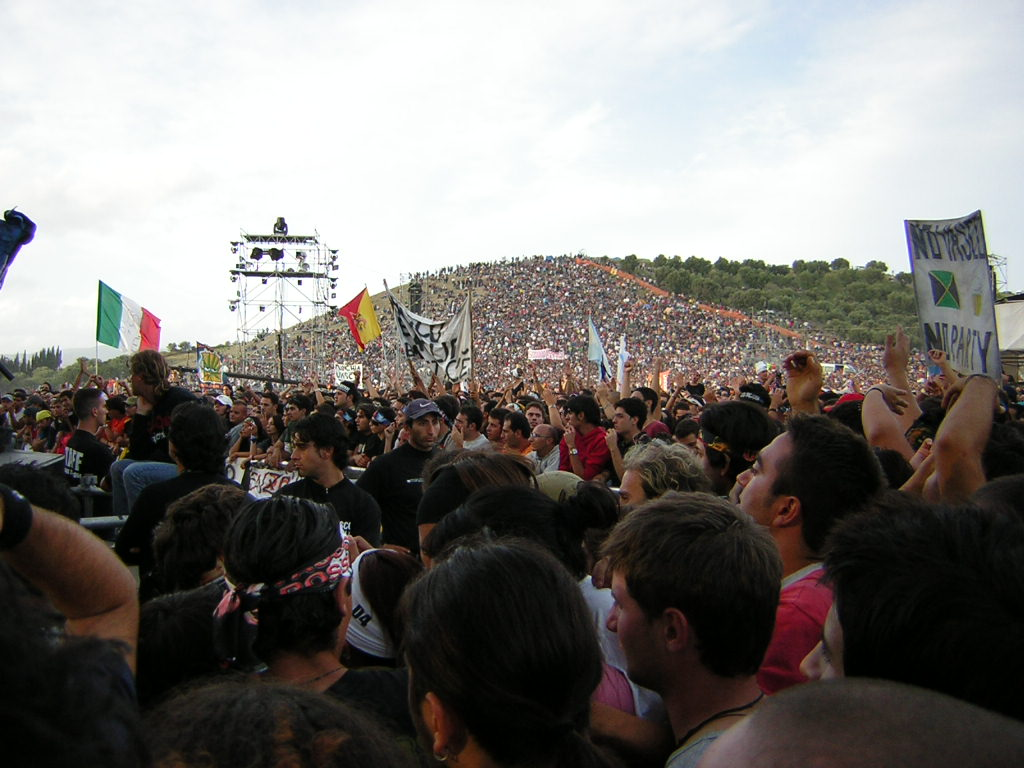
Il pubblico presente poche ore prima dell'inizio del concerto di Vasco Rossi.

Il 25 settembre 2004, a chiusura della prima parte del Buoni o Cattivi Tour di Vasco Rossi, si è tenuto in questa località il concerto gratuito, di fronte a 400.000 persone (record di presenze). Lo stesso Vasco lo ha ribattezzato Vascstock 2004.

## Infrastrutture e trasporti

### Strade
Il quartiere, dall'11 aprile 2013, è raggiunto dalla strada statale 106 var/A Variante di Catanzaro Lido e, dal 12 ottobre 2011, dalla statale dei Due Mari, che qui ha inizialmente preso il nome di NSA 354.
Nel mese di giugno del 2019 è stata aperta la nuova strada provinciale di collegamento con il quartiere marinaro di Catanzaro, strada a doppia carreggiata naturale prolungamento della SS 280 che collega il capoluogo a Lamezia Terme e che permette di raggiungere in pochi minuti il centro cittadino dalla costa.

### Ferrovie
Dal 2008 il quartiere ospita la stazione di Catanzaro, in seguito alla dismissione della vecchia stazione ubicata nel quartiere Sala, dopo il collegamento diretto fra Settingiano e Catanzaro Lido sulla linea che collega Lamezia Terme e Catanzaro Lido.
Al 2020 è in costruzione la Linea C della futura Metropolitana di Catanzaro. La linea attraversa il quartiere e prevede inoltre due fermate, rispettivamente al Campus universitario e alla Cittadella Regionale, prima di immettersi al binario 1 della Stazione ferroviaria. L'opera consente il collegamento fra l'area direzionale e il centro cittadino.

### Eliporto
Sul territorio di Germaneto insiste l'eliporto del distaccamento regionale della Protezione civile.

## Sport
Il quartiere ospita le strutture del Centro Universitario Sportivo (CUS) dell'Università Magna Græcia, annesse al campus universitario. Il centro è composto da un campo da calcio, un campo da calcio a 5, un campo da tennis e un campo polivalente.